# Massaggio lomi lomi

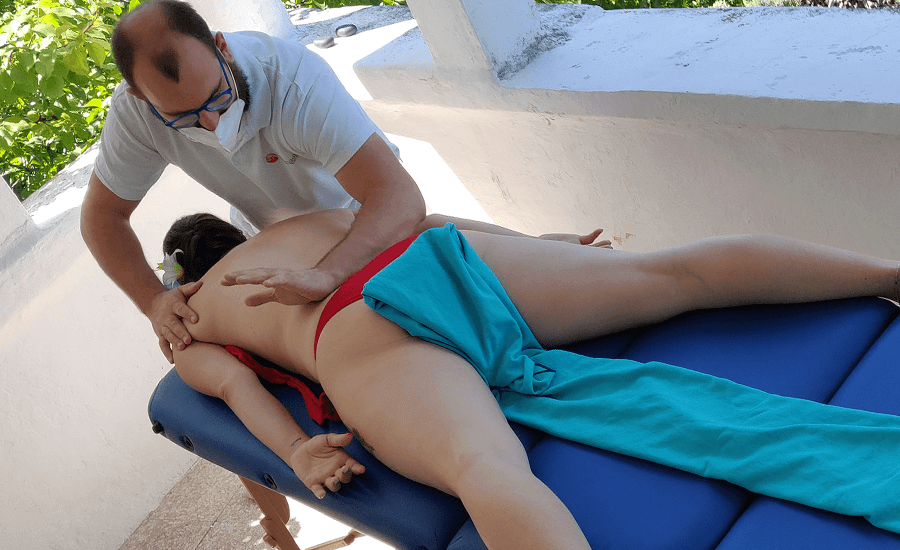
Manualità del massaggio hawaiano lomilomi

Il massaggio lomi lomi è un tipo di massaggio.

## Origine del termine
Nella lingua hawaiana e in quella delle Isole Samoa, il termine lomi significa "impastare, strofinare, lenire o lavorare dentro e fuori”. La parola viene per enfasi ripetuta due volte. In Occidente la conoscenza di questa tecnica è piuttosto scarsa, tanto da rendere difficoltosa la distinzione dei differenti stili. Generalmente il massaggio è conosciuto come: massaggio hawaiano, lomilomi, lomi lomi, lomilomi massage o lomi lomi nui; questi termini però, di solito, non corrispondono alle tecniche originarie della tradizione hawaiana ma ad una loro libera interpretazione.

## Storia
Questa tecnica olistica, nella tradizione hawaiana, non è intesa solo come un semplice massaggio ma appartiene ad un sistema di medicina ed è parte integrante di un pensiero filosofico.
Il massaggio hawaiano lomilomi è definito come il massaggio del cambiamento per la sua connotazione non solo fisica ma anche emotiva, energetica e spirituale. Basato sulla tradizione hawaiana, questo trattamento predispone l’individuo a un percorso interiore, dandogli l’opportunità di osservare la propria vita da una nuova prospettiva, aprendogli così la mente a nuove possibilità, attraverso la rivalutazione del suo sistema di valori e delle sue opinioni sul mondo, tanto da modificare la sua visione della realtà.
I primi coloni polinesiani, attorno al IV sec.d.C., portarono la loro tecnica di massaggio alle Hawaii dove si sviluppò uno stile unico e originale, diverso da quello delle vicine isole polinesiane come Tokelau, Samoa e Tahiti.
Nell'arcipelago delle Hawaii questa pratica indigena, che si è evoluta nel corso di centinaia di anni, si presenta in molte varianti determinate dalla sua diffusione, e dal suo sviluppo, in questo particolare territorio. Infatti catene montuose e valli isolate rendevano difficoltosi i contatti e gli scambi tra i vari gruppi indigeni. Questa realtà portò così alla formazione di molte “scuole” di lomilomi, diverse fra loro, con approcci e tecniche uniche nel loro genere.
La cultura legata alla pratica del massaggio era però - con le sue molteplici sfumature - ampiamente diffusa In tutto l’arcipelago.
Il kanaka lomi era la figura “ufficiale” predisposta a gestire l’aspetto terapeutico ma tutti i membri del gruppo potevano praticare il lomilomi a livello domestico, senza alcuna distinzione sociale o di età.
Nel 1820, dopo l’arrivo dei missionari dal continente americano, che convertirono al cristianesimo gran parte della popolazione del Regno delle Hawaii, una serie di leggi proibì il culto ‘pagano’ e di conseguenza tutte le pratiche di guarigione tramandate tra i nativi.
Anche il lomilomi in quanto pratica medica ‘pagana’ fu vietato da queste nuove leggi, anche se continuò ad essere esercitato nella semi clandestinità dagli indigeni.
Il lomilomi, come semplice massaggio, rimase però una pratica popolare diffusa non solo tra i nativi ma anche tra i coloni americani e gli stranieri in genere.
Tra questi, figure spiccano:
- Charles Wilkes che nel 1841, durante una spedizione esplorativa statunitense che lo portò a scalare il vulcano Mauna Loa per studiarne la caldera sommitale, ricevette in dono un trattamento di lomilomi;
- Robert Louis Stevenson che descrisse il lomilomi come esperienza "sgradevole";
- l'avventuriera inglese Isabella Bird che trovava questo massaggio ‘delizioso’.

Molti erano gli stranieri che ricevevano questo trattamento ma anche lo praticavano: William Brigham, il primo direttore del Bishop Museum di Honolulu, scrisse nel 1908 che Sanford Dole (uno dei fautori del rovesciamento del Regno delle Hawaii) era considerato uno dei più abili praticanti di questa tecnica di massaggio tradizionale.
Nel 1886 le leggi del Regno delle Hawai'i vietarono la cura del malato attraverso "metodi superstiziosi" ma fino al 1945 la pratica del massaggio lomilomi non fu soggetta ad alcuna regolamentazione specifica. Fu Soltanto nel 1947 che venne istituito il Board of Massage per regolamentare tutti trattamenti tradizionali.
Questa legge richiedeva ai professionisti di lomilomi di superare un test scritto di anatomia, fisiologia e teoria del massaggio. Molti tra i rinomati guaritori nativi non erano in grado, o non volevano, sottoporsi a questa prova e così il lomilomi passò definitivamente alla clandestinità.
Nel 2001, il governo degli Stati Uniti ha approvato la legge 304, a modifica della precedente, e che consente ai professionisti nativi di essere certificati – e quindi di poter praticare – o dal Consiglio Medico Hawaiano, il Papa Ola Lōkahi, o dai vari centri sanitari della comunità.
Attualmente, nello stato delle Hawaii, il lomilomi è una disciplina terapeutica praticata ufficialmente in alcuni ospedali specializzati in medicina tradizionale come, ad esempio, il Waianae Coast Comprehensive Health Center.

## Le basi teoriche del massaggio hawaianolomilomi
Naturalmente non è possibile riassumere in poche righe un’intera cultura, una tradizione che accosta la medicina alla filosofia, per trovare un sistema olistico di supporto alla salute e al benessere.
La tradizione orale del massaggio determina una copiosa quantità di sfumature, peculiari di ogni famiglia, atte a creare un sistema di lavoro sulla persona molto ricco e approfondito, in grado quindi di rispondere, con approcci differenti, ad un ampio ventaglio di esigenze fisiche, energetiche, emotive e mentali.
Nel pensiero huna tutte le malattie hanno origine dentro di noi e prendono il sopravvento nel momento in cui perdiamo l’armonia con noi stessi o con l’ambiente che ci circonda.
Il massaggio hawaiano lomilomi mira al ripristino dell’armonia in accordo con le leggi naturali.
Una vita stressante, uno stato di tensione continuo causato da molti fattori - come una vita sregolata, un contrasto interiore o la repressione delle emozioni - crea uno squilibrio nella persona che va a perdere la sua armonia d’insieme.
Un grande punto di forza della tradizione hawaiana era il raggiungimento, da parte di chi riceveva il trattamento, di un’apertura mentale che predisponeva l’individuo ad un lavoro interiore più profondo.
Dopo il massaggio, il kahuna guidava “il paziente” attraverso l’analisi interiore, volta ad individuare le sue inclinazioni, le sue paure e i suoi obbiettivi, verso la consapevolezza di sé.
Raggiunto questo primo risultato, si iniziava un lavoro di pulizia interiore atto ad aprire la strada al percorso verso il proprio Scopo.
Questo massaggio portava ad un radicale cambiamento, positivo e permanente: grazie agli insegnamenti del kahuna il ricevente era in grado di acquisire la facoltà di intervenire in modo attivo sui propri pensieri.
Questo lavoro emotivo-mentale, eseguito dagli antichi guaritori-sciamani, anticipa i moderni trattamenti di psicoanalisi.
Secondo la visione huna, il corpo è modellato dal nostro vissuto: rappresenta le nostre esperienze emotive, intellettuali e spirituali oltre che a quelle fisiche.
In questo contesto, il massaggio hawaiano lomilomi, riveste un ruolo importante poiché viene in diretto contatto con i tessuti del nostro corpo che sono “la sede della memoria” in quanto sono deputati ad immagazzinare i ricordi.
Quindi lo scioglimento delle contratture, lo sblocco delle tensioni, il calmare crampi e spasmi muscolari, sono tecniche fisiche che producono anche importanti effetti sulla psiche e sulle emozioni.
Queste attività aprono la mente e la preparano ad accettare degli inattesi cambiamenti che toccano le credenze, le convinzioni e le opinioni di ciascuno di noi.
Questo sblocco dei complessi mentali porta l’individuo ad avere una maggiore e chiara coscienza di sé, e a riprendere il suo percorso di crescita e comprensione interiore.

### Mana
Mana è il potere che anima tutte le cose, la forza vitale, il campo energetico.
Le pratiche più sottili del massaggio hawaiano lomilomi agiscono direttamente sulla manipolazione dell’energia della persona. Dallo stato più “fisico” dello scioglimento di blocchi energetici, come le contratture, al ripristino del flusso e all’apertura dei canali di scorrimento dell’energia.
Come già detto, parte del lavoro sull’energia viene fatto anche senza il contatto diretto col corpo del ricevente, lavorando sull’estensione eterica dei canali energetici, che nel loro insieme noi chiamiamo aura.
Il mana è un’energia conosciuta anche come prana (sanscrito, in India), chi (cinese), lom (tailandese), ci (giapponese), campo bio-elettromagnetico o energia vitale.
Come descritto nei sette principi della filosofia Huna, la base della manipolazione dell’energia sta nella presenza mentale del “qui e ora” e nella consapevolezza del indirizzare opportunamente l’attenzione.
Questi concetti si inseriscono in una visione più ampia dell’essere umano unito in armonia con la Natura. È un concetto che noi occidentali fatichiamo a far nostro in quanto consideriamo la Natura qualcosa di altro da noi e di cui noi non siamo parte integrante.
È la differenza tra il camminare nel mondo o fare parte di esso.

## Il massaggio hawaianolomilomioggi
Il lomilomi originale è una pratica olistica che tiene conto dell’individuo nella sua complessità, indagandone gli aspetti fisici, mentali, emotivi, lo stile di vita e le abitudini. Tale trattamento necessita cura e attenzione e quindi può richiedere tempi lunghi.
Queste tempistiche non sono previste dalla modernità e dalle sue standardizzazioni.
Molti operatori olistici - che praticano il lomilomi appreso secondo la tradizione - ritengono che non sia possibile offrire “trattamenti autentici” nei centri benessere tanto da non essere disposti a lavorare nelle spa o nei centri massaggi. Preferiscono trattare senza clamore clienti selezionati, in privato come l'ambiento domestico; nell’ambito di questi trattamenti l’operatore può invitare il cliente a pregare, a meditare per predisporsi a intraprendere nuovi comportamenti atti a migliorare lo stile di vita e, di conseguenza, migliorare la salute.
La pratica del massaggio può venir arricchita con un sottofondo musicale o con il ritmo dello sciabordio del mare; vibrazioni queste che accompagnano alcuni movimenti (o manualità) richiamando in modo, anche coreografico, le onde dell’oceano.
Il massaggio vero e proprio è soltanto la parte fisica di una visione più ampia e complessa per la cura e il mantenimento del benessere della persona.
Il metodo tradizionale insegnato dai lomilomi kupuna (anziani), riconosciuti dalla comunità hawaiana, richiede agli allievi un impegno continuo, che porta all’autonomia solo dopo anni di studio e pratica.
Diversamente, alcune scuole di massaggio disseminate nel mondo tendono a formare operatori specializzati, nel massaggio hawaiano, con corsi che durano poche ore, puntando esclusivamente sulla pratica manuale. Oltre a questo, spesso vengono inserite in modo arbitrario, tecniche peculiari di altre tipologie di massaggio: sebbene il risultato possa essere piacevole e molto diffuso (soprattutto nelle stesse Hawai oltre che in Giappone, in Europa e in Australia) si allontana di molto dall'autentico spirito del lomilomi tradizionale.

## La tecnica del massaggio hawaianolomilomi
Il lomilomi è una tecnica di massaggio completa e versatile che è in grado di soddisfare le diverse esigenze di chi vi si sottopone.
L’aspetto più conosciuto di questo massaggio è quello rilassante che calma sia la mente che il corpo, riportando l’equilibrio e l’armonia attraverso movimenti ritmati che richiamano il moto delle onde dell’oceano.
Meno conosciute sono le finalità energizzanti, decontratturanti e drenanti, che si possono raggiungere con particolari accorgimenti durante l’esecuzione del trattamento.
Attraverso un ritmo più intenso del massaggio si possono ottenere effetti energizzanti che stimolano il corpo del ricevente, preparandolo come se dovesse affrontare un’attività sportiva.
Con un lavoro specifico dei gomiti l’operatore agevolerà, invece, l’azione decontratturante; la sua sensibilità e la sua competenza regoleranno, in modo efficace, la pressione sul corpo.
Altresì, i movimenti più ampi degli avambracci determineranno una spiccata azione drenante sui tessuti.

### Le manualità
Nella tecnica del lomilomi l’operatore coinvolge tutto il suo corpo per svolgere il massaggio: gomiti, avambracci, palmi, dita, nocche, ginocchia e piedi; l’operatore, a seconda delle esigenze e delle finalità, può avvalersi anche dell’ausilio di strumenti in legno o di pietre per raggiungere in modo più efficace l’obbiettivo prefissato.
Per esempio, se si deve intervenire su una contrattura l’uso di strumenti esterni può rivelarsi più indicato che non il solo contatto diretto. Sarà l’esperienza e la competenza dell’operatore a definire il metodo e i mezzi più opportuni.

### Gli stili dellomilomi
Esistono molte varianti (alcune fonti parlano di 72 stili) del lomilomi; alcune delle più conosciute e diffuse sono: Kahuna Bodywork, Temple Style Bodywork, Kahuna massage, Lomilomi Nui, Mana Lomi, Lomilomi Long Life, Loving Hand Massage, Big Island Massage e molte altre ancora.
La presenza di tanti stili è data dal fatto, come già detto, che ogni comunità isolana dà una sua interpretazione del massaggio originale ma addirittura si può affermare che ogni famiglia propone una variante peculiare.
Spesso gli stili più diffusi sono legati al ‘maestro’ che li ha resi noti al pubblico occidentale.
Lo sviluppo di quanto esposto in questo articolo è derivato dagli insegnamenti di Margaret Machado, che fu tra le prime hawaiane ad aver insegnato il lomilomi al di fuori della sua 'ohana (famiglia), diffondendo il suo personale stile: il Lomilomi Aunty Margaret Style.

#### La pratica tradizionale
La pratica del massaggio si è sviluppata in tutta la Polinesia e, in particolare, nelle principali isole come Tahiti, Samoa e Tokelau, con tecniche e stili differenti.
Il turismo nelle isole delle Hawaii ha contribuito alla diffusione del più conosciuto massaggio hawaiano lomilomi, peculiare dell’arcipelago, rendendolo famoso in tutto il mondo.
Nel passato il lomilomi era parte integrante della medicina tradizionale e veniva praticato dai kahuna (maestri) specializzati.
Ma era un trattamento molto in uso anche a livello famigliare sia come semplice massaggio che come rimedio terapeutico.
Sintetizzando si può dire che, tradizionalmente, nel passato il lomilomi veniva praticato in quattro contesti come:
- pratica di guarigione dei guaritori nativi - kahuna lāʻau lapaʻau (guaritori) e kahuna hāhā (diagnostici);
- pratica elitaria riservata ai capi (ali'i);
- massaggio rigenerante all'interno della famiglia;
- tecnica praticata dai maestri delle arti marziali hawaiane, gli ʻōlohe lua.

Il lomilomi, come un rito sacro, veniva e viene, svolto con un atteggiamento di preghiera e intenzione.
Preghiera e gratitudine verso il mondo è un comportamento tipico di questa cultura. Secondo il pensiero hawaiano questo stato di coscienza crea una corretta predisposizione mentale, necessaria per attivare l’intuizione e accedere a verità più profonde di origine divina.
L’intenzione invece rappresenta l’applicazione dei principi Huna legati al volgere l’attenzione attiva e al mantenere la mente nel qui e ora.
Questi aspetti sono fondamentali per l’operatore che pratica il lomilomi secondo la tradizione: sono parte integrante della manipolazione dell’energia e svolgono un ruolo centrale nel trattamento.
Margaret Kalehuamakanoelu'ulu'uonapali Aha'ula Keali'I Machado, chiamata anche "Zia Margaret", è stata l’insegnante più conosciuta di questo antico massaggio; è morta nel 2009 all’età di 93 anni. Forse la più famosa sciamana ufficiale delle isole Hawaii, descrive i lomilomi come opere di "preghiera", mentre Emma Akana Olmstead, una kupuna di Hana, Maui, disse negli anni '30: "…..Quando si deve fare un trattamento, colui che dà il trattamento prima coglie le erbe da usare. Prega mentre raccoglie le erbe. Nessuno dovrebbero richiamarlo o distrarre la sua attenzione, tutto dovrebbe essere il più calmo possibile perché non vogliono che la vibrazione sia rotta. Conoscevano le leggi della vibrazione. Conoscevano il potere della parola parlata. Conoscevano la natura. Hanno raccolto la vibrazione dell'abbondanza ….."
Negli scritti contemporanei Il termine kahuna lomilomi comprende indistintamente un intero gruppo di individui che praticavano il massaggio.
In passato invece, la tradizione locale distingueva diverse figure che eseguivano il lomilomi; erano chiamate ka poʻe lomilomi (le persone del massaggio) o kanaka lomi (persona del massaggio).
Più moderno è il termine kauka lomilomi, coniato nel 1920 per indicare i medici osteopati. La parola kauka attualmente definisce la figura del medico della tradizione hawaiana.
Secondo la tradizione, il kanaka lomi veniva individuato al momento della nascita grazie a dei “segni” che lo identificavano come predestinato, ad esempio particolari eventi meteorologici o connotazioni fisiche rivelatrici.
Un’ulteriore selezione avveniva verso i 5 anni di età: soltanto i bambini che presentavano un comportamento “gentile” venivano avviati allo studio, che poteva durare più di un decennio e poi potevano iniziare ad esercitare un’attività, la cui padronanza richiedeva però una vita intera di dedizione. Il lomilomi infatti non si esaurisce nel semplice massaggio ma coinvolge anche la sfera spirituale. 
Per kahuna e sciamani hawaiani il massaggio è un metodo di manipolazione fisica dell’energia, allo scopo di riportare armonia ed equilibrio nel corpo e nella mente seguendo e praticando i principi della filosofia Huna.
Nella pratica tradizionale il trattamento era preceduto da una purificazione interna ed esterna del corpo del ricevente. 
Questo procedimento poteva prevedere l’uso di lassativi (a base di erbe o con l’ingestione dell’acqua salata dell’oceano), aromaterapia, bagni di vapore e fitoterapia, con l’impiego di erbe prevalentemente a scopo antiinfiammatorio.
Il lomilomi, nell’antichità, era un trattamento che poneva un punto d’incontro tra filosofia, religione e conoscenze mediche.
Come affermava Zia Margaret Machado, “...ricorda che il Lomilomi è un'opera di preghiera...”.

### Particolari forme dilomilomi
Una forma particolare del lomilomi, chiamata a’e, prevedeva che il kanaka lomi (massaggiatore) massaggiasse con i piedi il ricevente sdraiato.
Oggi questo trattamento è conosciuto come back walking massage e può essere considerato un’integrazione del massaggio hawaiano lomilomi.
In questo caso il massaggio, invece di essere eseguito lavorando a terra con il ricevente disteso su un futon, viene fatto sul lettino e l’operatore si serve di un lungo bastone (spesso di bamboo) per gestire, in equilibrio, i suoi movimenti sul corpo del ricevente.

## Benefici dellomilomi
Le persone che ricevono il massaggio hawaiano trovano immediata soddisfazione, che porta al rilassamento, soprattutto grazie ai suoi movimenti avvolgenti, caratteristica questa che lo contraddistingue.
Ma i benefici del lomilomi sono però molteplici e come spiegato, non solo fisici.

### Benefici del corpo
- favorisce il ritorno venoso;
- stimola il sistema linfatico e quindi indirettamente il sistema immunitario;
- aiuta l’eliminazione delle tossine e delle scorie;
- rilassa e ripristina la muscolatura;
- migliora l’ampiezza di movimento delle articolazioni.

### Benefici del sistema nervoso
Nelle manualità più leggere o vibrate il massaggio lavora direttamente sul piano neurale, agendo da eccitante o sedante sia sulla mente che sulla muscolatura a seconda di ciò che la persona necessita.

### Benefici emotivo-mentali
Il nostro corpo ha bisogno di stimoli tattili quanto del cibo, dell’acqua e dell’aria. 
Il sistema nervoso centrale utilizza questi stimoli per la sua organizzazione funzionale, poiché gestisce il cambiamento costante del nostro corpo, non soltanto nella crescita ma in tutto l’arco della nostra vita.
La percezione tattile del massaggio contribuisce attivamente alla ri-educazione e ri-programmazione dell’intero organismo, dal corpo ai tratti più sottili della mente, aumentando la consapevolezza corporea (propriocezione o cinestesia), la coordinazione, la flessibilità, la velocità di reazione e calmando lo spirito e liberando la mente. 
In sintesi possiamo dire che il massaggio hawaiano lomilomi nutre e cresce l’intelligenza motoria.
La moderna psicologia è in sintonia con la tradizione hawaiana per quanto riguarda l’importante ruolo svolto dai condizionamenti subiti e dalle scelte consapevoli. 
Questi fattori esercitano una profonda influenza sulla nostra salute e sono in grado di modificare la fisicità del corpo, l’emotività e la maturità di pensiero. 
L’aspetto psicosomatico della mente traduce le emozioni in sintomi corporei, ma è anche vero il contrario: uno stimolo fisico condiziona la mente, ne modifica le emozioni. Questo concetto ben presente negli attuali scritti di psicologia, era già noto in antichità nella cultura hawaiana.

## Controindicazioni e precauzioni
Prima di sottoporsi al trattamento è necessario informare l’operatore sulle nostre condizioni di salute, sia fisica che emotiva.
In linea generale il massaggio può venir praticato sempre modificando però opportunamente l’approccio di lavoro a seconda della particolare situazione.
In qualsiasi caso comunque, in cui ci sia un dubbio riguardo alla possibilità di eseguire o ricevere il massaggio (per motivi legati al particolare stato di salute), sarà necessario interpellare il proprio medico per avere chiarimenti.
Di seguito sono elencate le principali patologie di cui è assolutamente necessario mettere al corrente l’operatore per poter impostare il lavoro in sicurezza: Disturbi cardiaci, bypass e pacemaker, Alterazioni della pressione arteriosa, Patologie cardiocircolatorie, Contusioni
Traumi e distrazioni muscolari, Stati febbrili o infiammatori, Fratture non calcificate o osteoporosi, Insufficienza renale, Malattie infettive e della pelle, Gravidanza, Mestruazioni, Neoplasie (tumori), Discopatie gravi con possibili ernie, Presenza di placche metalliche, chirurgiche o simili, protesi, Interventi chirurgici da meno di un anno.